# Fuxin
Fuxin, tidigare stavat Fusin, är en stad på prefekturnivå i Liaoning-provinsen i nordöstra Kina. Den ligger omkring 130 kilometer nordväst om provinshuvudstaden Shenyang.

## Näringsliv
Fuxin är en gruvort och är mest känd för sin produktion av stenkol och agat.

## Administrativ indelning
Fuxin består av fem stadsdistrikt, ett härad och ett autonomt härad:
- Stadsdistriktet Haizhou (海州区), 97 km², cirka 341 454 invånare (2000);
- Stadsdistriktet Xinqiu (新邱区), 128 km², cirka 65 293 invånare;
- Stadsdistriktet Taiping (太平区), 108 km², cirka 148 785 invånare;
- Stadsdistriktet Qinghemen (清河门区), 105 km², cirka 72 323 invånare;
- Stadsdistriktet Xihe (细河区), 126 km², cirka 157 706 invånare;
- Häradet Zhangwu (彰武县), 3 635 km², cirka 389 969 invånare;
- Det mongoliska autonoma häradet Fuxin (阜新蒙古族自治县), 6 246 km², cirka 714 244 invånare.

## Klimat
Genomsnittlig årsnederbörd är 802 millimeter. Den regnigaste månaden är juli, med i genomsnitt 176 mm nederbörd, och den torraste är januari, med 7 mm nederbörd.